# Stig Strömholm

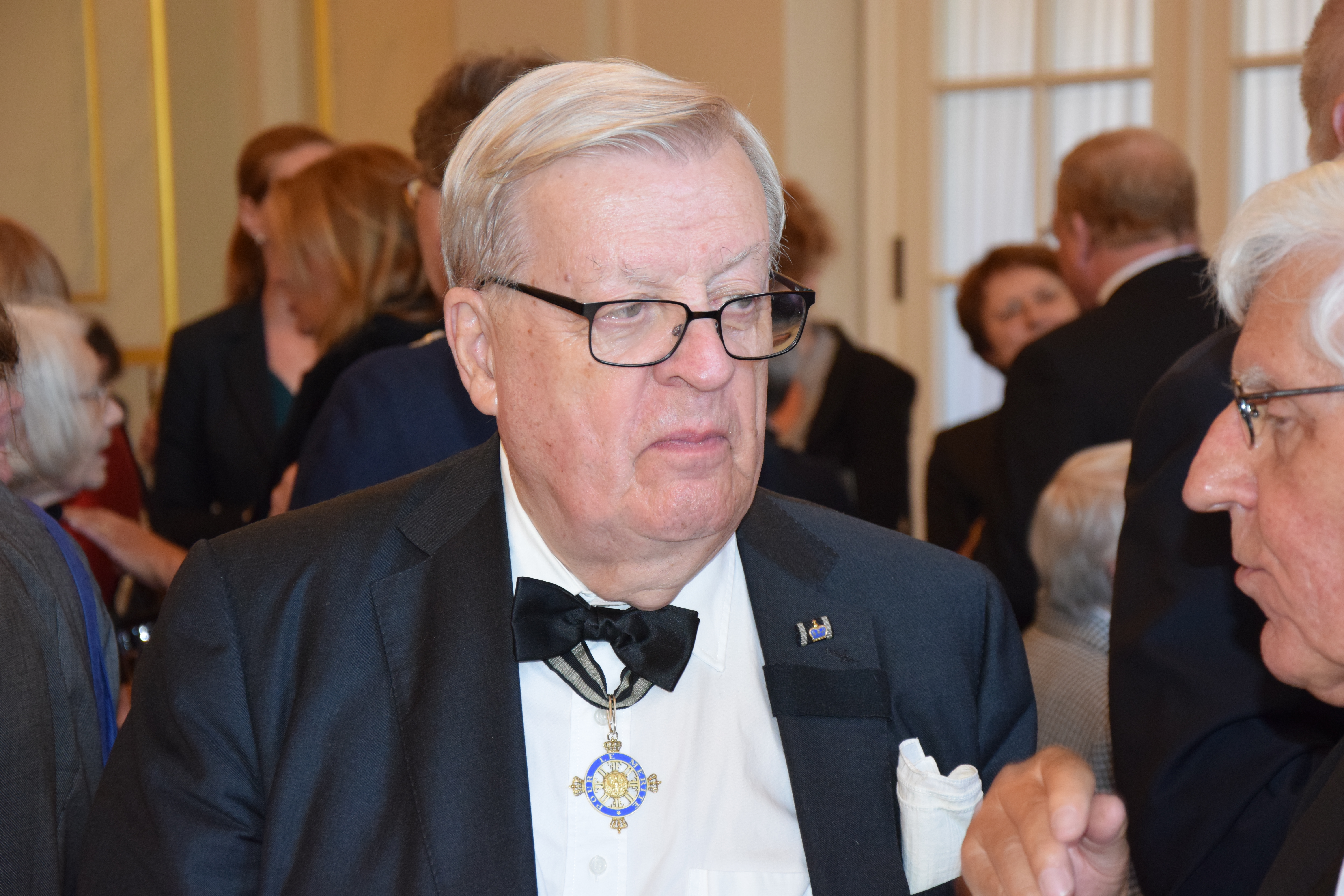
Stig Strömholm (2014)

Stig Strömholm (* 16. September 1931 in Boden) ist ein schwedischer Jurist und Hochschullehrer, der auch als Schriftsteller bekannt geworden ist.

## Leben
Der in Uppsala aufgewachsene Strömholm studierte ab 1952 an den Universitäten Uppsala und Cambridge Jura (Diplomabschluss 1959) und promovierte als Stipendiat der Humboldt-Stiftung 1964 in München zum Doktor der Rechte. Er war seit 1969 Professor der Rechtswissenschaften an der Universität Uppsala und von 1989 bis 1997 Rektor dieser Universität. Strömholm arbeitete auch als Kritiker im Feuilleton des Svenska Dagbladets und als Schriftsteller. Er hat historische Romane, Essays und einen Erzählband veröffentlicht.

## Auszeichnungen
1990 wurde er als Ausländer mit der finnischen Auszeichnung Akademiker der Wissenschaft (Tieteen akateemikko) geehrt. Seit 1980 ist er auswärtiges Mitglied der Finnischen Akademie der Wissenschaften. Zu seiner Emeritierung 1997 wurde eine Festschrift publiziert. Strömholm ist Träger des deutschen Ordens Pour le Mérite (Friedensklasse) und der Gunnerus-Medaille der Königlichen Norwegischen Gesellschaft der Wissenschaften. Er gehört seit 1989 zur Königlich Schwedischen Akademie der Wissenschaften und war von 1985 bis 1993 Vorsitzender der Kungliga Vitterhets Historie och Antikvitets Akademien. Er ist auswärtiges Mitglied der Norwegischen Akademie der Wissenschaften und der Accademia dei Lincei. Im November 1991 wurde der Asteroid (4310) Strömholm nach ihm benannt. 2004 erhielt er die Erasmus Medal der Academia Europaea. 2012 wurde ihm vom schwedischen König der Seraphinenorden verliehen. 2022 erhielt er den großen Preis der Schwedischen Akademie.

## Veröffentlichungen

### Rechtswissenschaften
- Das Veröffentlichungsrecht des Urhebers in rechtsvergleichender Sicht, Stockholm, Almquist och Wiksell, 1964
- Allgemeine Rechtslehre, Göttingen 1976, ISBN 3-525-03128-7
- Kurze Geschichte der abendländischen Rechtsphilosophie. 1991, ISBN 3-525-03159-9
- Copyright and the Conflict of Laws – A Comparative Survey, Heymanns, 2009

### Romane
- Das Tal. (schwed. Original: Dalen, 1976), übersetzt von Birgitta Kicherer. Klett-Cotta, Stuttgart 1980, ISBN 3-12-907501-1.
- Die Felder. (schwed. Original: Fälten, 1977), übersetzt von Birgitta Kicherer. Klett-Cotta, Stuttgart 1986, ISBN 3-608-95049-4.
- Der Wald. (schwed. Original: Skogen, 1980), übersetzt von Birgitta Kicherer. Klett-Cotta, Stuttgart 1987, ISBN 3-608-95351-5.